# 자유신경종말
자유신경종말 (free nerve ending, FNE) 또는 노출 신경 종말 (bare nerve ending)은 감각 뉴런에 신호를 보내는 전문화되지 않은 구심성 신경 섬유이다. 이 경우 구심성이란 신체의 주변부에서 뇌로 정보를 가져오는 것을 의미한다. 그들은 피부 통각수용체로 기능하며 본질적으로 척추동물이 통증을 유발하는 유해 자극을 감지하는 데 사용된다.

## 같이 보기
- 내장통
- 연관통
- 일반내장들신경섬유
- 통각수용기